# Poco (Band)
Poco war eine Country-Rock-Band, die 1968 in Los Angeles gegründet wurde.

## Bandgeschichte
Poco wurde von Richie Furay und Jim Messina (beide ex Buffalo Springfield), zusammen mit George Grantham (* 20. Januar 1947) und Rusty Young (* 23. Februar 1946 in Long Beach, Kalifornien; † 14. April 2021 in Davisville, Missouri) (beide ex Boenzye Creque aus Denver) sowie Randy Meisner (ex The Poor) gegründet.
Im Jahr 1969 erschien ihr erstes Album Pickin’ Up the Pieces. Die Alben Poco (1970) und Deliverin’ (1971) folgten, auf denen Timothy B. Schmit Randy Meisner am Bass und Gesang ersetzte. Meisner wurde Mitglied der Eagles, wo ihn 1977 erneut Schmit ablöste. Messina verließ ebenfalls die Band und war anschließend zusammen mit Kenny Loggins als Loggins and Messina recht erfolgreich. Als Ersatz kam Paul Cotton (Illinois Speed Press) in die Band, deren Stil sich ein wenig zum Rock ’n’ Roll hin verschob.
Nach den beiden Alben A Good Feelin’ to Know und Crazy Eyes verließ auch Furay die Band, um die Souther-Hillman-Furay Band zu gründen.
Es folgten die Alben Seven, Cantamos, Head over Heels, Rose of Cimarron und Indian Summer, bis 1977 Schmit und Grantham die Band verließen und von Steve Chapman und Charlie Harrison ersetzt wurden. Schmit ersetzte Meisner bei den Eagles, was bedeutete, dass deren Bassisten alle früher bei Poco gespielt hatten.
In der neuen Besetzung wurde das Album Legend (1978) aufgenommen, auf dem die Hits Crazy Love und Heart of the Night enthalten waren. Nachdem Kim Bullard zur Band gestoßen war, wurden fünf weitere Alben veröffentlicht: Under the Gun, (1980) Blue and Gray (1981), Cowboys and Englishmen (1982), Ghost Town (1982) und Inamorata (1984). Dann begann allerdings eine fünfjährige Pause.
1989 wurde das Album Legacy in der Gründungs-Besetzung von 1968 (George Grantham, Rusty Young, Jim Messina, Richie Furay und Randy Meisner) aufgenommen und von David Cole produziert. Es war nach „Legend“ das zweite Gold-Album der Band.
Erst 2002, nach weiteren 13 Jahren Pause, erschien das Album Running Horse in der Besetzung Rusty Young, Paul Cotton, George Grantham und Jack Sundrud. Im Mai 2004 kam es zu einem spektakulären Auftritt in Nashville. In der Besetzung George Grantham, Paul Cotton, Rusty Young, Jack Sundrud und Ritchie Furay spielte die Band eine CD/DVD ein (Keep the legend alive). Die DVD ist in Deutschland auch unter dem Namen Pickin’ Up the Pieces zu haben.
Mit dem Live-Album Bareback at Big Sky (aufgenommen im April 2005, erschienen im September 2005) gab es einen Wechsel an den Drums. George Grantham, der während eines Konzertes der Band einen Schlaganfall erlitt und seitdem teilweise gelähmt ist, wurde durch George Lawrence ersetzt.
Die Band tourte im Mai 2005 auch durch Dänemark, Frankreich, Deutschland und die Niederlande. Im Juni 2006 traten sie unter anderem in den Niederlanden und in Belgien auf. Im Dezember 2006 wurde das Live-Album The Wildwood Sessions veröffentlicht. Dabei handelt es sich um einen Acoustic-Gig von Rusty Young, Paul Cotton und Jack Sundrud.
Ende 2010 verließ Paul Cotton die Band und wurde durch Michael Webb ersetzt. Am 7. April 2021 erlag das einzig in der Band verbliebene Gründungsmitglied Rusty Young im Alter von 75 Jahren einem Herzinfarkt.
Paul Cotton verstarb am 31. Juli 2021 im Alter von 78 Jahren in Eugene, Oregon.

## Diskografie

### Studioalben
| Jahr | Titel                  | Höchstplatzierung, Gesamtwochen, AuszeichnungChartplatzierungen (Jahr, Titel, Platzierungen, Wochen, Auszeichnungen, Anmerkungen) | Höchstplatzierung, Gesamtwochen, AuszeichnungChartplatzierungen (Jahr, Titel, Platzierungen, Wochen, Auszeichnungen, Anmerkungen) | Anmerkungen |
| Jahr | Titel                  | US | Country | Anmerkungen |
| ---- | ---------------------- | --- | --- | ----------- |
| 1969 | Pickin’ Up the Pieces  | US63 (21 Wo.)US | — |             |
| 1970 | Poco                   | US58 (19 Wo.)US | — |             |
| 1971 | From the Inside        | US52 (11 Wo.)US | — |             |
| 1972 | A Good Feelin’ to Know | US69 (20 Wo.)US | — |             |
| 1973 | Crazy Eyes             | US38 (23 Wo.)US | — |             |
| 1974 | Seven                  | US68 (13 Wo.)US | — |             |
| 1974 | Cantamos               | US76 (11 Wo.)US | — |             |
| 1975 | Head over Heels        | US43 (18 Wo.)US | — |             |
| 1976 | Rose of Cimarron       | US89 (15 Wo.)US | — |             |
| 1977 | Indian Summer          | US57 (18 Wo.)US | — |             |
| 1978 | Legend                 | US14 Gold · (52 Wo.)US | Country15 (34 Wo.)Country |             |
| 1980 | Under the Gun          | US46 (16 Wo.)US | — |             |
| 1981 | Blue and Gray          | US76 (10 Wo.)US | — |             |
| 1982 | Cowboys & Englishmen   | US131 (8 Wo.)US | — |             |
| 1982 | Ghost Town             | US195 (3 Wo.)US | — |             |
| 1984 | Inamorata              | US167 (6 Wo.)US | — |             |
| 1989 | Legacy                 | US40 Gold · (28 Wo.)US | — |             |

Weitere Studioalben
- 2002: Running Horse
- 2013: All Fired Up

### Livealben
| Jahr | Titel      | Höchstplatzierung, Gesamtwochen, AuszeichnungChartplatzierungen (Jahr, Titel, Platzierungen, Wochen, Auszeichnungen, Anmerkungen) | Höchstplatzierung, Gesamtwochen, AuszeichnungChartplatzierungen (Jahr, Titel, Platzierungen, Wochen, Auszeichnungen, Anmerkungen) | Anmerkungen |
| Jahr | Titel      | US | Country | Anmerkungen |
| ---- | ---------- | --- | --- | ----------- |
| 1971 | Deliverin’ | US26 (21 Wo.)US | — |             |
| 1976 | Live       | US169 (4 Wo.)US | — |             |

Weitere Livealben
- 2004: The Last Roundup
- 2004: Keeping the Legend Alive
- 2005: Bareback at Big Sky
- 2006: The Wildwood Sessions
- 2010: Live from Columbia Studios, Hollywood 9/30/1971
- 2011: Setlist: The Very Best of Poco Live
- 2014: Crazy Love

### Kompilationen
| Jahr | Titel                 | Höchstplatzierung, Gesamtwochen, AuszeichnungChartplatzierungen (Jahr, Titel, Platzierungen, Wochen, Auszeichnungen, Anmerkungen) | Höchstplatzierung, Gesamtwochen, AuszeichnungChartplatzierungen (Jahr, Titel, Platzierungen, Wochen, Auszeichnungen, Anmerkungen) | Anmerkungen |
| Jahr | Titel                 | US | Country | Anmerkungen |
| ---- | --------------------- | --- | --- | ----------- |
| 1975 | The Very Best of Poco | US90 (8 Wo.)US | — |             |

Weitere Kompilationen
- 1979: Ride the Country
- 1979: Poco: The Songs of Paul Cotton
- 1980: Poco: The Songs of Richie Furay
- 1980: The Best Of
- 1982: Backtracks
- 1989: Crazy Loving: The Best of Poco 1975-1982
- 1990: Retrospective
- 1990: The Forgotten Trail (1969-74)
- 1995: Ghost Town/Inamorata
- 1996: On the Country Side
- 1997: The Essential Collection (1975-1982)
- 1998: The Ultimate Collection 69-89
- 1999: The Very Best of Poco
- 2000: 20th Century Masters - The Millennium Collection
- 2001: Take Two
- 2002: The Very Best of Poco
- 2002: From the Inside/A Good Feelin’ to Know
- 2004: Pickin’ Up the Pieces/Poco
- 2005: Alive in the Heart of the Night
- 2006: Keep on Tryin’
- 2006: Poco Live
- 2006: The Essential Poco
- 2006: Gold
- 2006: Best of Poco Live
- 2006: Seven/Cantamos
- 2007: Standing Room Only Live
- 2008: Original Album Classics
- 2011: Under the Gun/Blue and the Gray
- 2011: Head Over Heels/Rose of Cimarron
- 2018: Collected 1969 - 2017

### Singles
| Jahr | Titel Album                    | Höchstplatzierung, Gesamtwochen, AuszeichnungChartplatzierungen (Jahr, Titel, Album, Platzierungen, Wochen, Auszeichnungen, Anmerkungen) | Höchstplatzierung, Gesamtwochen, AuszeichnungChartplatzierungen (Jahr, Titel, Album, Platzierungen, Wochen, Auszeichnungen, Anmerkungen) | Anmerkungen |
| Jahr | Titel Album                    | US | Country | Anmerkungen |
| ---- | ------------------------------ | --- | --- | ----------- |
| 1970 | You Better Think Twice Poco    | US75 (8 Wo.)US | — |             |
| 1971 | C’mon Deliverin’               | US69 (7 Wo.)US | — |             |
| 1975 | Keep On Tryin’ Head Over Heels | US50 (9 Wo.)US | — |             |
| 1976 | Rose of Cimarron               | US94 (1 Wo.)US | — |             |
| 1977 | Indian Summer                  | US50 (8 Wo.)US | — |             |
| 1979 | Crazy Love Legend              | US17 (14 Wo.)US | Country95 (2 Wo.)Country |             |
| 1979 | Heart of the Night Legend      | US20 (14 Wo.)US | Country96 (4 Wo.)Country |             |
| 1980 | Midnight Rain Under the Gun    | US74 (4 Wo.)US | — |             |
| 1980 | Under the Gun                  | US48 (10 Wo.)US | — |             |
| 1983 | Shoot for the Moon Ghost Town  | US50 (13 Wo.)US | — |             |
| 1984 | Days Gone By Inamorata         | US80 (5 Wo.)US | — |             |
| 1989 | Call It Love Legacy            | US18 (16 Wo.)US | — |             |
| 1989 | Nothin’ to Hide Legacy         | US39 (12 Wo.)US | — |             |

Weitere Singles
- 1971: Just for Me and You
- 1972: A Good Feelin' to Know
- 1974: Faith in the Families
- 1979: Legend
- 1980: The Everlasting Kind
- 1981: Widowmaker
- 1982: Sea of Heartbreak
- 1982: Ghost Town
- 1990: The Nature of Love
- 1990: When It All Began
- 1990: What Do People Know